# توربيدو كوتيسي
توربيدو كوتيسي هو نادي كرة قدم في جورجيا تأسس في 1946.

## وصلات خارجية
- الموقع الرسمي